# Stalker (Film)
Stalker entstand in den Jahren 1978/79 als fünfter Spielfilm des sowjetischen Regisseurs Andrei Tarkowski. Das von Mosfilm produzierte Werk gilt als Klassiker des sowjetischen Kinos und des Science-Fiction-Genres.

## Handlung
Ausgangspunkt der Handlung ist eine in Zeit und Ort nicht näher beschriebene Stadt, die am Rande eines als „Zone“ bezeichneten Gebietes liegt. In dieser Zone geschehen seltsame Dinge, es gibt rätselhafte Erscheinungen, deren Ursache zum Zeitpunkt der Handlung schon Jahre zurückliegt und nur vermutet werden kann. War es der Besuch einer außerirdischen Zivilisation oder ein merkwürdiger Meteoriteneinschlag – man weiß es nicht. Das Gebiet wurde evakuiert, abgesperrt und steht unter schwerer militärischer Bewachung. Der Text im Vorspann dazu lautet:

„… was es war? Der Fall eines Meteoriten? Der Besuch von Bewohnern des menschlichen Kosmos? Wie auch immer, in unserem kleinen Land entstand das Wunder aller Wunder – die ZONE. Wir schickten sofort Truppen hin. Sie kamen nicht zurück. Da umzingelten wir die ZONE mit Polizeikordons … und haben wahrscheinlich recht daran getan … im übrigen – ich weiß nicht, ich weiß nicht … Aus einem Interview des Nobelpreisträgers Professor Wallace mit einem Korrespondenten der RAI.“

Der „Stalker“ (hier im Sinne eines Pfadfinders, Ortskundigen oder auch Kundschafters) verdient sich seinen Lebensunterhalt damit, Leute illegal durch den Sperrgürtel zu bringen und sie innerhalb der Zone zu führen. Seine Tochter ist krank, der Beruf des Vaters und das Leben nahe der Zone haben an dem Mädchen ihre Spuren hinterlassen. Der Stalker hat Gespür, ja Ehrfurcht für diesen sich ständig verändernden Ort entwickelt, fühlt die Gefahren im Voraus und hat seine Methoden, den tödlichen Fallen, die die Zone stellt, auszuweichen.
Zwei seiner Kunden, der „Professor“ und der „Schriftsteller“, wollen aus unterschiedlichen Motiven an einen Ort gebracht werden, der sich in der Zone befindet und der als „Raum der Wünsche“ bezeichnet wird. An dieser Stelle gehen, glaubt man der Legende, die geheimsten, innigsten Wünsche in Erfüllung. Während der Schriftsteller sich die ihm seit einiger Zeit fehlende Eingebung zurück wünscht, hat der Professor völlig andere Absichten: Er will diesen Raum zerstören, weil er dessen Missbrauch befürchtet. Aber auch der Stalker selbst hat seine Gründe, an diesen Ort zu gehen. Er will den Menschen zur Hoffnung auf ein glückliches Leben verhelfen.
Die gefährliche Expedition bleibt auf die Reisenden nicht ohne Wirkung. Unterwegs werden Lebensansichten und Weltbilder hinterfragt, Hoffnungen und Zweifel treten zutage – die Protagonisten haben sich gleichzeitig auch auf eine innere Reise begeben. Am Ziel müssen alle drei schließlich erkennen, dass ihnen dieser Ort nicht helfen kann, ihre Probleme zu lösen, oder – je nach Blickwinkel – sie nicht bereit sind, den Raum der Wünsche zu benutzen, da die Erfüllung unbewusster Wünsche ein großes Risiko birgt. Stalker berichtet von seinem Lehrer „Stachelhaut“ (im Original: дикобраз, „Stachelschwein“), der ihm die Geheimnisse der Zone einst nahebrachte, und dessen Suizid, nachdem er in der Zone seinen Bruder aus Habgier verlor und sich im Raum der Wünsche diesen zurückwünschte, stattdessen aber nur Reichtum bekam.
Letztlich gelingt dem Stalker wie auch seinen beiden Gefährten die Rückkehr, wenn auch von den Erlebnissen gezeichnet. Der Film endet mit einem in die Kamera gesprochenen Monolog seiner liebenden Ehefrau und Bildern seiner Tochter, die nun offenbar im Stande ist, durch Kraft der Telekinese Gegenstände zu bewegen.

## Entstehung

### Drehbuch, Texte
Die Grundlage für das Drehbuch war zunächst das dritte Kapitel des Romans Picknick am Wegesrand von Arkadi und Boris Strugazki. Die Erzählung kontrastiert zwei scheinbare Gegensätze. Außerirdische haben in sechs verschiedenen Zonen der Welt aus unbekannten Gründen Spuren von sich hinterlassen. Diese Spuren sind vor allem Gegenstände teilweise unbekannter Funktion, stets ungeklärten Prinzips, oftmals furchtbarer oder gar tödlicher Wirkung, manchmal höchster Nützlichkeit. Sie werden von illegalen Schatzsuchern (den „Stalkern“) und anderen, legal Operierenden aus der Zone geborgen. Das wirtschaftliche wie militärische Potenzial dieser Dinge aus der Zone ist allgemein anerkannt. Ihre Nähe zu der Zone hat in Orten an deren Rande einen Wirtschaftsboom ausgelöst, der immer mehr Menschen auf der Suche nach Reichtum und Glück anzieht. Dem stehen Elend, Gewalt, Misstrauen und – als roter Faden die Erzählung durchziehend – immerwährender Alkoholmissbrauch gegenüber, ein Alkoholismus, der die schlimmen Seiten der Zone (Mutationen usw.) vergessen machen soll. Zugleich waren die Strugazkis bemüht, alle unerklärlichen Phänomene der Zone wie das Elend vieler in deren Peripherie lebender Menschen so nüchtern, sachlich und unmystifizierend wie möglich darzustellen.
Im Laufe der dreijährigen Zusammenarbeit des Regisseurs und der Autoren wandelten sich die Vorstellungen über den Film jedoch so sehr, dass eine eigenständige Filmerzählung (russisch Машина желаний, dt.: Die Wunschmaschine, erschienen in Sowjetliteratur, Nr. 2, 1984, Jg. 36) entstand, die der Handlung nach nur noch in einigen Eckpunkten mit dem ursprünglichen Roman übereinstimmt. Insgesamt wurden von den Brüdern Strugazki sieben bis neun Drehbuchfassungen geschrieben, und nur mit der letzten war Tarkowski zufrieden.
Die vorgetragenen Gedichte stammen von Arseni Tarkowski, dem Vater des Regisseurs, und von Fjodor Tjuttschew.

### Drehorte
Einige Drehorte sind nach Jahrzehnten noch zugänglich und haben sich zum Teil kaum verändert. Die Fabrik, in der die Protagonisten sich zunächst vor der Polizei verstecken und dann die Motordraisine finden, steht noch teilweise (Stand 2014). Die verbliebenen, inzwischen größtenteils renovierten Gebäude stehen im Hafenviertel von Tallinn und werden heute für Veranstaltungen genutzt, so unter anderem für ein Stalker Festival.
Das Gebäude, vor dem der Schriftsteller durch eine Stimme zum Stehenbleiben gebracht wird, war früher eine Kartonagenfabrik in der Nähe von Tallinn.
Da sich dicht oberhalb eines Wasserfalls ein Chemiewerk befand und selbst im Film noch die Verschmutzung des Flusses sichtbar wurde, gab es nach einer Reihe von Krebserkrankungen unter den Beteiligten (Anatoli Solonizyn und Tarkowskis Ehefrau Larissa) Spekulationen, damals sei auch Tarkowskis Krebserkrankung ausgelöst worden:

‘We were shooting near Tallinn in the area around the small river Pirita with a half-functioning hydroelectric station,’ says Vladimir Sharun. ‘Up the river was a chemical plant and it poured out poisonous liquids downstream. There is even this shot in Stalker: snow falling in the summer and white foam floating down the river. In fact it was some horrible poison. Many women in our crew got allergic reactions on their faces. Tarkovsky died from cancer of the right bronchial tube. And Tolya Solonitsyn too. That it was all connected to the location shooting for Stalker became clear to me when Larissa Tarkovskaya died from the same illness in Paris…’

„‚Wir drehten in der Nähe von Tallinn an der Pirita, einem kleinen Fluss mit einem halb-funktionierenden Wasserkraftwerk,‘ sagt Wladimir Sharun. ‚Weiter stromaufwärts war eine Chemiefabrik, die giftige Flüssigkeiten in den Fluss abließ. Da ist auch diese Einstellung in Stalker: Schnee fällt im Sommer und weißer Schaum treibt den Fluss hinunter. Tatsächlich war es irgendein furchtbares Gift. Viele Frauen in unserer Crew bekamen allergische Reaktionen in den Gesichtern. Tarkowski starb an Krebs im rechten Lungenflügel. Und Tolja Solonizyn ebenfalls. Dass das alles mit dem Außendreh für Stalker zusammenhing, wurde mir klar, als Larissa Tarkowskaja an der gleichen Krankheit in Paris starb…‘“

### Effekte, Kamera
Trotz der eigentlich abenteuerlichen Handlung kommt der Film fast völlig ohne Spezialeffekte aus: lediglich in einer der letzten Szenen bewegen sich Gläser scheinbar von selbst über eine Tischplatte, wohl durch telekinetische Fähigkeiten von Stalkers Tochter, die den Vorgang aus nächster Nähe beobachtet. Tarkowski ist es gelungen, mit seiner eigenwilligen Bildsprache, der verschlüsselten Symbolik und den Dialogen ein Meisterwerk der Filmkunst zu schaffen, das sich einer oberflächlichen Betrachtung entzieht und sehr breit ausdeutbar ist. Minutenlange Kameraschwenks und Plansequenzen, die postapokalyptisch anmutenden Kulissen verfallender Industrielandschaften, in denen die Natur bereits wieder die Oberhand gewinnt, und der gezielte Einsatz von Schwarz-Weiß-Sequenzen schaffen eine dichte Atmosphäre zwischen Traum, Melancholie und Pathos.
Der Film verwebt eine triste Welt nackten Elends und ekelerregender Abstoßung, die durch die meisterhafte Kameraführung, Inszenierung und Eintauchung des Schwarz-Weißen in die Farbe des Broms seine perfekte Ästhetik gewinnt – einen unüberbrückbar scheinenden Kontrast auflösend. Wie in allen späteren Filmen Tarkowskis sind die Kameraführung in Verbindung mit sich bewegenden Personen, der Ausgleich bildkompositorischer Gewichte und das allgemeine Füllen des Bildinhaltes von höchster Perfektion. Hierbei ist Tarkowski selbst für das Szenenbild verantwortlich. Dem stehen die bei Tarkowski relativ häufigen Irritationen wie abgeschnittene Füße oder andere, in der klassischen Fotografie als schwerwiegend und amateurhaft betrachtete Fehler gegenüber – eine Divergenz zwischen den Ansprüchen des Szenenbildes auf der einen Seite sowie des Spielbaren und den Schwierigkeiten der Kameraaufnahme auf der anderen.

### Konflikt mit Georgi Rerberg
Der erste Teil der Dreharbeiten war vom konfliktreichen Verhältnis zwischen Tarkowski und dem Kameramann Georgi Rerberg geprägt. Rerberg gehörte damals zu den angesehensten sowjetischen Kameraleuten und hatte mit Tarkowski bereits beim Film Der Spiegel zusammengearbeitet. Er filmte auch die erste Fassung von Stalker, dabei kam es jedoch zu einem Zerwürfnis und schließlich zum Bruch mit Tarkowski. Rerberg wurde durch Alexander Knjaschinski ersetzt, und sein Name erscheint nicht in der offiziellen Stabliste des Films, obwohl Tarkowski in der Endfassung noch einige Ideen Rerbergs berücksichtigt zu haben scheint.
Der Film wurde auf Kodakfilm gedreht, der in der Sowjetunion nur für auserwählte Regisseure zur Verfügung stand. Am 9. August 1977 wurden 6000 Filmmeter Aufnahmen – von insgesamt 10.000 – bei der Entwicklung des Films in den Laboratorien von Mosfilm irreparabel beschädigt. Über diesen Vorgang wurden unterschiedliche Theorien geäußert. Dazu gehört auch, dass Tarkowski für die Zerstörung gesorgt habe, um den ihn nicht zufriedenstellenden Film überarbeiten zu können. Nach Meinung des Autors Ant Skalandis beruhte der Vorfall auf Unachtsamkeit des Personals. Der Set-Designer des Films, Rashid Safiullin, erwähnte in einem Interview ebenfalls die Zerstörung durch das Labor. Ihm zufolge war Tarkowski an der Zerstörung nicht beteiligt. Er schilderte außerdem ausführlich die erschwerten Bedingungen für den neuen Dreh.
Der Dokumentarfilm Rerberg i Tarkovsky. Obratnaya Storona „Stalkera“ (2009, dt. Rerberg und Tarkowski. Die Kehrseite von „Stalker“) von Igor Maiboroda beschäftigt sich mit dem Konflikt zwischen Rerberg und Tarkowski.

## Synchronisation, Editionen
Die Premiere in Westdeutschland fand am 16. Februar 1981 bei den Internationalen Filmfestspielen Berlin statt. Stalker wurde in der DDR komplett synchronisiert 1982 in den Kinos vorgeführt. Nachdem der Film in Westdeutschland lange Zeit nur als Original mit Untertiteln im Fernsehen zu sehen war, brachte Icestorm Entertainment eine DVD mit der DEFA-Synchronisation heraus. Allerdings hat diese DVD eine weniger als mäßige Bildqualität und enthält weder eine Originaltonspur noch Untertitel.
1984 wurde Stalker auch vom WDR synchronisiert. Diese Fassung wurde zuletzt im Jahre 1995 von der ARD ausgestrahlt und ist heute nicht mehr erhältlich.
| Schauspieler/in       | Rolle               | DEFA-Synchro 1982   | WDR-Synchro 1984     |
| --------------------- | ------------------- | ------------------- | -------------------- |
| Alexander Kaidanowski | Stalker             | Joachim Siebenschuh | Lutz Mackensy        |
| Alissa Freindlich     | Ehefrau des Stalker | Annemone Haase      | Eva Maria Hagen      |
| Nikolai Grinko        | Professor           | Werner Dissel       | Herbert Stass        |
| Anatoli Solonizyn     | Schriftsteller      | Otto Mellies        | Hans-Michael Rehberg |

Die für den internationalen Markt erstellte Version von RUSCICO enthält den Film auf 2 DVDs mit kompletter Bild- und Tonrestauration. Es ist der Originalton in Russisch in einem „Dolby Digital 5.1“-Remix sowie (in der zweiten Auflage) im zusätzlichen Original-Monoton enthalten. Die DVD enthält unter anderem auch deutsche Untertitel.
2017 wurde Stalker komplett restauriert und neu digitalisiert, vorerst jedoch nur in ausgesuchten Kinos gezeigt.
2017 veröffentlichte Mosfilm eine Version mit Untertiteln auf Youtube, siehe unter Weblinks.
Nachdem der Film zuvor auch von der Firma trigon-film für den deutschsprachigen Markt nur auf DVD herausgegeben wurde, veröffentlichte sie ihn in sehr guten Farben und entsprechender Tonspur 2018 auch auf Blu-ray, ebenfalls in russischer Originalfassung mit optionalen deutschen Untertiteln.
Am 6. Februar 2025 erschien bei Filmjuwelen eine restaurierte und als „Special Restored Edition“ vermarktete Fassung als HD-Premiere auf Blu-ray Disc. Sie enthält neben dem Originalton die Synchronisationen der DDR und der BRD. Zeitgleich wurde eine DVD-Version dieser Fassung veröffentlicht.

## Interpretation und Rezeption

### Filmografische Einordnung
Stalker unterliegt wie alle Filme Tarkowskis dessen persönlicher Weltsicht, Biographie, Wirken und Handeln, die sich über den Film selbst und weniger in konkreten Interviews oder Autographen offenbaren. Der Film überwindet die aristotelische Einheit von Ort, Zeit und Handlung zugunsten eines andersartigen Aufbaus: eine photoästhetische Schicht vermittelt zwischen (mindestens) zwei sehr gleichwertig betonten Handlungsebenen: einer konkreten (tarkowskischen) Interpretation des Science-Fiction-Romans Picknick am Wegesrand und einer abstrakten und der Interpretation bedürftigen, filmischen Umsetzung der Intentionen Tarkowskis.
Da die beiden Handlungsebenen eigenständig arbeiten, eigene Ziele verfolgen und in dem an Worten und Tönen armen Film vor allem durch die Bilder getragen werden, müssen beide Ebenen zugunsten der jeweils anderen Abstriche hinnehmen, die vor allem in Abweichungen zwischen Verfilmung und Romanvorlage offenbar werden. Dadurch wird die eigene mystische Wirkung der „Zone“ weit über ihre Wirkung in „Picknick am Wegesrand“ hinaus potenziert.

### Kritiken
Im Lexikon des internationalen Filmes wird der Film für seine philosophische Reflexion und seine Bilder gelobt. Seine Ästhetik entspräche nicht dem Realismus.
In Tarkowskis Worten stellt der Film die unerklärliche und erstaunliche Liebe von Stalkers Frau der Leere, dem Zynismus und der Hoffnungslosigkeit, unter denen die Hauptpersonen in ihrem bisherigen Leben standen, gegenüber.
Simple Deutungen, wie, dass Stalker vom Leben in der Sowjetunion oder von dem im Konzentrationslager handle oder eine Allegorie auf den Polizeistaat sei, lehnt der Künstler jedoch wie stets ab: „es gibt hier keine Allegorie. Ich bin mehr interessiert daran, das Leben selbst aufzudecken, als mit einfachen Symbolismen zu spielen.“ Der schwach und verteidigungslos entworfene Stalker stelle sich mit Auflösung des Filmes als stärkster aller Menschen heraus, als geradezu unbesiegbar, im spirituellen Sinn nämlich.

„Jedes Landschaftsbild ist […] Zeugnis eines Prozesses, in dem Natur, Gesellschaft und Geschichte sich durchdringen. […] Alle Geschichte ist für Tarkowskij Naturgeschichte, verstanden als fortschreitende Zerstörung von Natur, die auf den Menschen übergreift. Ihr ‚Schauplatz‘ ist die Landschaft, die zur Ruine wurde. […] Geschichte ist gerade in und an der Landschaft als Albtraum zu entziffern.“

Laut Cinema handle der Film von der Innenwelt der Figuren. Da Tarkowskij zu den bedeutendsten Regisseuren der Sowjetunion gezählt hätte, habe er den Film komplett neu drehen dürfen, weil er mit dem vorherigen Ergebnis unzufrieden war.
Klaus Kreimeier erkennt aber auch: „Unübersehbar sind die dem Film eingeschriebenen Vor-Zeichen einer möglichen Versöhnung zwischen Mensch und Natur“. So erläutert auch Tarkowski selbst: „[Die] Schlußparabel soll nichts anderes besagen, als daß eine gewisse Hoffnung besteht: Die Zukunft ist in den Kindern.“
Hartmut Böhme identifizierte die drei Figuren des Films als die drei Stufen der hegelschen Geschichtsphilosophie: Wissenschaft (Professor), Kunst (Schriftsteller) und Religion (Stalker).

### Nachwirkung
1995 erschien das Dark-Ambient-Album Stalker von Robert Rich und Brian Williams (alias Lustmord), das bezugnehmend auf den Film als „Imaginary Soundtrack“ bezeichnet worden ist. Die Künstler unternahmen hierbei den Versuch, die Atmosphäre des Films mit rein akustischen Mitteln emotional auf den Hörer zu übertragen. Wie in diesem Musikstil üblich, kommen dabei weder rhythmische noch gesangliche Elemente zum Einsatz. Stellenweise werden verfremdete Sprach- und Klangsamples aus dem Film im Hintergrund verwendet.
Auch zwei ostdeutsche Untergrundbands, Freygang und Sandow, griffen das Werk musikalisch auf: Freygang in ihrem Song Stalker (Album Landunter von 1998), Sandow setzen das Thema unter anderem auf ihrem Album Stachelhaut (1999) um. Ebenfalls vom Film inspiriert zeigen sich die Dresdner Neofolker Darkwood mit ihrem Song Room of the Innermost Wishes (auf der Kompilation Secret Lords, 2004) und die Norweger The 3rd and the Mortal mit dem Stück Stalker (auf dem Album Project Bluebook, 2003). Das Lied The Dull Flame of Desire auf Björks 2007 erschienenem Album Volta enthält eine englische Übertragung des im Film zuletzt rezitierten Gedichtes.
2003 erstellte die Bundeszentrale für politische Bildung in Zusammenarbeit mit zahlreichen Filmschaffenden einen Filmkanon für die Arbeit an Schulen und nahm diesen Film in ihre Liste auf.
2007 erschien das Computerspiel S.T.A.L.K.E.R.: Shadow of Chernobyl, das einige wesentliche Elemente des Romans wie auch des Films aufgreift und als atmosphärisch dichten Ego-Shooter inszeniert, der von Kritikern vor allem wegen seiner ästhetischen und erzählerischen Qualitäten gelobt wurde. Fortgesetzt wurde die Reihe mit S.T.A.L.K.E.R.: Clear Sky und S.T.A.L.K.E.R.: Call of Pripyat.
Im 2011 erschienenen Hörspiel "Schwarzer Hund. Weißes Gras" – Zone des Schrecklichen und des Wunderbaren wird die zufällige Analogie der "Zone" zur realen ukrainischen Nuklearkatastrophenzone von 1986 zum Ausgangspunkt. Auf der Suche nach einem Wunder trifft ein ehemaliger Kriegsfotograf auf die strahlungsgeschädigte Tochter des Stalker.
Der russische Film Я тоже хочу („Ich will auch“) des Regisseurs Alexei Balabanow aus dem Jahr 2012 ist eine Neuinterpretation von Stalker: Drei ungleiche Suchende begeben sich in eine verseuchte Zone, in der Wünsche erfüllt werden.